# 卡良加特山
13°44′35″S 71°8′13″W / 13.74306°S 71.13694°W

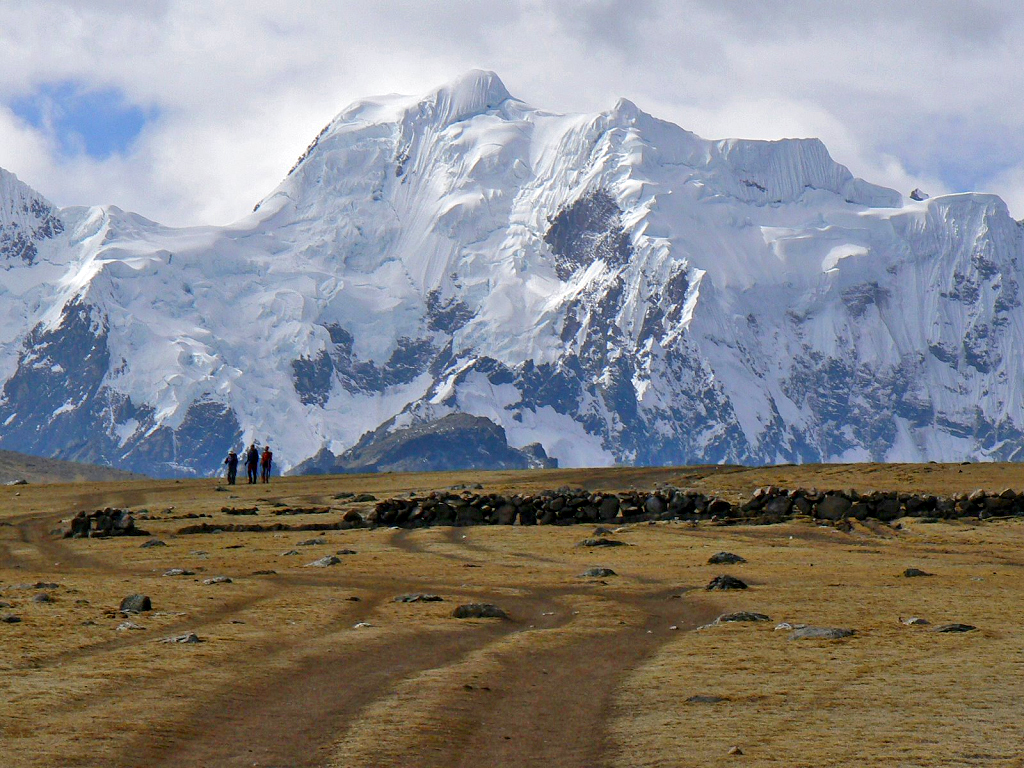

卡良加特山（西班牙語：Callangate），是秘魯的山峰，位於該國東南部庫斯科大區，屬於安第斯山脈中維爾卡潘帕山脈的一部分，該山峰海拔高度6,110米。